# Аллан Блум
Аллан Девід Блум (фр. Allan David Bloom, Індіанаполіс, 14 вересня 1930 — Чикаго, 7 жовтня 1992) — американський філософ. Він був учнем Лео Штрауса в Чиказькому університеті і найбільш відомий завдяки своєму бестселеру 1987 року «Закриття американського розуму», який отримав широке висвітлення в американських ЗМІ. Кілька сотень тисяч примірників книги було видано в США, але вона не отримала широкого розповсюдження у Європі, зокрема в Україні. У ній Блум критикує ліберальну модель освіти епохи після Другої світової війни та засилля масової культури у свідомості людей. Він також відомий своїми педагогічними позиціями та перекладами Платона і Руссо.

## Біографія
Аллан Блум навчався в державних школах Індіанаполіса до 16 років. У цей час його сім'я переїхала до Чикаго, де Аллан Блум вступив до університету, здобувши ступінь бакалавра в 1949 році, магістра в 1953 році і доктора філософії в Комітеті соціальної думки в 1955 році. Там він зазнав значного впливу Лео Штрауса. Потім він навчався і викладав за кордоном, у Вищій нормальній школі в Парижі з 1953 по 1955 рік, де він брав уроки в Андре-Жана Фестужера та Александра Кожева і подружився з Ернестом Фортеном та Раймоном Ароном. У 1957 році він поїхав до Гейдельберга. Викладав в американських університетах Чикаго (1955-1960), Єльському (1960-1963) та Корнельському (1963-1970), а також у Канаді в Торонтському університеті (1970-1979).
Після Торонто Блум повернувся до Чикаго, де був призначений професором Комітету з соціальної думки (англ. Committee on Social Thought) до своєї смерті в 1992 році. Блум був також відомим перекладачем Платона і Руссо. Серед його студентів були П'єр Манент, П'єр Гасснер та Френсіс Фукуяма.
Ймовірно, хворий на СНІД, Блум помер 7 жовтня 1992 року у віці 62 років після госпіталізації з виразкою та ускладненнями на печінку. На момент смерті він був співдиректором Центру досліджень теорії і практики демократії імені Джона М. Оліна (англ. John M. Olin Center for Inquiry into the Theory and Practice of Democracy).

## Ідеї
Аллан Блум вважав, що ліберальна освіта в поєднанні з ретельним вивченням великих класичних текстів є основою будь-якої хорошої освіти. У цьому сенсі він, схоже, дотримувався доктрини Мортимера Адлера, яку на кампусі Чиказького університету представляв його молодий президент Роберт Мейнард Хатчінс. Мортимер Адлер і Роберт Мейнард Хатчінс, які думали про програму ліберальних студій, побачили, що «Великі книги» (англ. Great Books) є найкращим засобом для того, що є основним у західній культурі, і для того, до чого рефлексія може наблизитися на найфундаментальнішому рівні у постійних і важливих питаннях, що стоять перед людством.
Аллан Блум був твердо переконаний, що жодна людина не може по-справжньому дослідити життя, не займаючись серйозним вивченням і не менш серйозною практикою великих класичних текстів. Він був настільки переконаний у цьому, що доклав зусиль до опанування класичної грецької та французької мов, як для власного навчання, так і для викладання; Його переклади «Держава» Платона та «Еміля» Руссо дали поштовх багатьом подальшим дослідженням, але передусім у посмертній «Любові та дружбі» (англ. Love and Friendship), де Блум ділиться своїми прочитаннями Платона, а також Руссо, Джейн Остін, Стендаля, Флобера, Толстого, Шекспіра та Монтеня. 